# 積·施利
莊拿芬·積·施利（Jonathan Jack Sealy，1987年5月4日—），生於英格蘭修咸頓，英格蘭裔香港足球運動員，司職右後衛，是前昆士柏流浪及東方球員東尼施利的兒子。於2011年12月28日舉行的省港盃首次代表香港足球代表隊上陣，於2015年12月加盟中國超級聯賽球會長春亞泰，成為繼吳偉超及白鶴後第3名到中超效力的香港球員。

## 球會生涯

### 港會
積施利生於英格蘭修咸頓，於5歲時便隨前昆士柏流浪及東方球員兼父親東尼施利到香港生活，由於父親退役後繼續留在港會工作，故積施利於年僅12歲便代表港會成年隊參與業餘聯賽，直到16歲隨港會參與乙組聯賽，並於U17青年軍時與現役香港代表隊成員麥基和羅素同屬隊友，直到2007年隨由父親擔任領隊兼教練的港會征戰甲組聯賽，但由於球會仍然維持其業餘身份陣中球員都有正職，可是他在對和富大埔的聯賽錄得首個頂級聯賽烏龍球，結果港會以1–3落敗，直到球季完結後港會降回乙組聯賽。

### 晨曦
於2011年7月，積施利轉會甲組球會晨曦，並轉為職業球員，而由於他已在香港居滿七年，使他能以本地球員身份註冊本地賽事，惟還未持有香港特區護照的他，不能以香港球員身份出戰國際賽或亞洲球會級賽事，而他於季前熱身賽，獲得教練列卡度安排由中場型右後衛，並在9月3日對傑志的聯賽首度代表晨曦上陣，結果晨曦以1–1賽和對手，直到2011年12月，積施利向英國政府宣佈放棄英國國籍申請領取香港特區護照。

### 南華
直到2012年夏天，積施利加盟甲組球會南華，並在2013年2月15日對橫濱FC香港的聯賽，取得加盟後的首個入球，結果協助南華以3–1反勝，而他在2013年3月獲得香港特區護照能以香港球員身份隨南華出戰亞協盃，隨後積施利在2015年4月15日主場對馬超球會彭亨的亞協盃分組賽，取得首個亞協盃賽事進球，更協助南華在亞協盃分組賽錄得6戰全勝，成為史上首支在分組賽階段錄得全勝的東亞球會，可是最終南華在亞協盃8強不敵柔佛DT出局，直到2015年12月，由於積施利在世界盃亞洲區外圍賽期間表現出色，其中在兩鬥排名高香港60位的中國國家隊都能賽和0–0，而他於兩場外圍賽均正選登場並踢滿全場，使他吸引到內地球會垂青，直到2015年12月27日南華宣佈他與中超球會長春亞泰簽約5年，事後更獲南華送贈代表他的全隊簽名2號球衣。

### 長春亞泰
積施利在1月加盟長春亞泰後，在2016年3月6日對杭州綠城的首輪聯賽，便以正選身份踢足全場，結果長春亞泰以1–2落敗，積施利在接著幾輪賽事亦有份在後備名單，並獲得三次入替機會，不過球會在前7場聯賽未嘗一勝，而主教練史杜真高域都在不敵江蘇蘇寧後被辭退，由以執教嚴格的南韓教練李章洙接替，但積施利未獲李章洙青睞，只能在預備組聯賽中得到出場機會，直到第17輪聯賽對廣州恆大中後備上陣，隨後他又試過頂替隊友出任防守中場位置，最終長春亞泰在中超排12位成功護級，而積施利在加盟後首季在各項賽事上陣6場。
接著，積施利於2017年球季在亞泰的季前熱身賽仍不受重用，但首兩場賽事皆能正選打足全場，包括在2017年開季對上海上港時被安排擔任中場與奧斯卡對位，結果長春亞泰都1–4落敗，不過經過3月尾的國際賽期代表香港出戰黎巴嫩後在賽事中傷出，回到球會連續兩場賽事皆失去正選，連替補名單沒有他，結果他於2017年7月2日對北京國安預備隊的第15輪預備組聯賽，取得首個預備組入球。

### 和富大埔
積施利在長春亞泰的兩年合共在中超上陣9場，其中5場正選上陣時間逾580分鐘，加上1場中國足協盃賽事，而兩年間他在1隊上陣時間不到680分鐘，在2017年下半年更只是踢預備組比賽，雖然中國足協期間兩度修改有關港澳台球員的政策，使積施利在5年合約期內仍可保留內援身份征戰國內賽事，不過他在2017年球季後，為了恆常的比賽機會及重返香港隊，選擇與長春亞泰解約回歸香港球壇，在2018年1月19日加盟港超聯球會和富大埔，並在1月28日作客R&F富力的聯賽，正選登場首度為大埔上陣，並踢足全場結果，協助大埔以2–0勝出。結果，積施利在各項賽事上陣14場錄得0球。

### 冠忠南區
2019年夏天，積施利加盟香港超級聯賽球會冠忠南區。

### 港會
2022年夏天，積施利重返港會。

## 國際賽生涯
在2011年12月6日，積施利首度獲香港代表隊徵召出戰第34屆省港盃，而他於12月28日首回合主場對廣東隊中，以正選身份首度代表香港上陣，並且於64分鐘助攻予鄭少偉頂入扳平1–1的入球，而他於2012年12月14日他於獲徵召出戰第35屆省港盃，結果合共為香港隊出戰3場省港盃賽事，直到2013年9月6日，積施利獲得香港特區護照後在作客緬甸國家隊的國際友誼賽中，首度代表香港代表隊於國際賽亮相，最終香港以0–0賽和對手，惟該比賽因緬甸作出多於六個換人調動，不被FIFA認可為A級賽。積施利首場國際A級賽上陣應為9月10日對新加坡國家隊的國際友誼賽。。到2015年6月，他獲徵召入選香港代表隊參與2018年世界盃亞洲區外圍賽，其中在分組賽兩鬥排名高香港60位的中國國家隊兩場比賽，都能打成平手0–0，而兩場積施利均正選登場並打滿全場，總結整個系列的世界盃外圍賽，積施利表現出色獲7場上陣機會。

## 國際賽事紀錄
- 僅列出國際A級比賽

| 上陣次數 | 時間           | 地點                            | 對手     | 比數 | 賽事性質                 | 入球(累計) |
| -------- | -------------- | ------------------------------- | -------- | ---- | ------------------------ | ---------- |
| 1        | 2013年9月10日  | 香港 旺角大球場                 | 新加坡   | 1–0  | 國際友誼賽               | 0 (0)      |
| 2        | 2014年9月9日   | 後港 後港體育場                 | 新加坡   | 0–0  | 國際友誼賽               | 0 (0)      |
| 3        | 2014年10月10日 | 香港 旺角大球場                 | 新加坡   | 2–1  | 國際友誼賽               | 0 (0)      |
| 4        | 2014年10月14日 | 香港 旺角大球場                 | 阿根廷   | 0–7  | 國際友誼賽               | 0 (0)      |
| 5        | 2014年11月13日 | 台北 台北田徑場                 |          | 1–2  | 2013年東亞盃第二圈       | 0 (0)      |
| 6        | 2014年11月19日 | 台北 台北田徑場                 | 關島     | 0–0  | 2013年東亞盃第二圈       | 0 (0)      |
| 7        | 2015年6月16日  | 香港 旺角大球場                 | 馬爾地夫 | 2–0  | 2018年世界盃外圍賽       | 0 (0)      |
| 8        | 2015年9月3日   | 深圳 寶安體育中心               | 中國     | 0–0  | 2018年世界盃外圍賽       | 0 (0)      |
| 9        | 2015年9月8日   | 香港 旺角大球場                 |          | 2–3  | 2018年世界盃外圍賽       | 0 (0)      |
| 10       | 2015年10月8日  | 曼谷 拉加曼加拉體育場           | 泰國     | 0–1  | 國際友誼賽               | 0 (0)      |
| 11       | 2015年11月12日 | 馬累 國家運動場                 | 馬爾地夫 | 1–0  | 2018年世界盃外圍賽       | 0 (0)      |
| 12       | 2015年11月17日 | 香港 旺角大球場                 | 中國     | 0–0  | 2018年世界盃外圍賽       | 0 (0)      |
| 13       | 2016年3月24日  | 多哈 賈西姆本哈馬德體育場       |          | 0–2  | 2018年世界盃外圍賽       | 0 (0)      |
| 14       | 2016年9月1日   | 香港 旺角大球場                 | 柬埔寨   | 4–2  | 國際友誼賽               | 0 (0)      |
| 15       | 2016年10月7日  | 柬埔寨 奧林匹克運動場           | 柬埔寨   | 2–0  | 國際友誼賽               | 0 (0)      |
| 16       | 2016年11月6日  | 香港 旺角大球場                 | 關島     | 3–2  | 2017年東亞盃外圍賽       | 0 (0)      |
| 17       | 2016年11月12日 | 香港 旺角大球場                 |          | 0–1  | 2017年東亞盃外圍賽       | 0 (0)      |
| 18       | 2017年3月23日  | 約旦 安曼國際體育場             | 约旦     | 0–4  | 國際友誼賽               | 0 (0)      |
| 19       | 2017年3月28日  | 黎巴嫩 卡密拉夏蒙體育中心體育場 | 黎巴嫩   | 0–2  | 2019年亞洲盃外圍賽第三輪 | 0 (0)      |
| 20       | 2017年6月7日   | 香港 旺角大球場                 | 约旦     | 0–0  | 國際友誼賽               | 0 (0)      |
| 21       | 2017年6月13日  | 香港 香港大球場                 |          | 1–1  | 2019年亞洲盃外圍賽第三輪 | 0 (0)      |
| 22       | 2017年8月31日  | 新加坡 惹蘭勿剎體育場           | 新加坡   | 1–1  | 國際友誼賽               | 0 (0)      |
| 23       | 2017年9月5日   | 馬來西亞 漢惹拔體育場           | 马来西亚 | 1–1  | 2019年亞洲盃外圍賽第三輪 | 0 (0)      |

## 榮譽
港會
- 香港乙組足球聯賽冠軍（2005–06、2009–10季度）

晨曦
- 香港高級組銀牌冠軍（2011–12季度）

南華
- 香港甲組足球聯賽冠軍（2012–13季度）
- 香港高級組銀牌冠軍（2013–14季度）
- 香港社區盃冠軍（2014、2015年）

香港代表隊
- 省港盃冠軍（2012、2013年）

## 外部連結
- 香港足球總會網頁球員資料 （页面存档备份，存于）